# 2016 en Inde
Chronologie de l'Inde
- 2012
- 2013
- 2014
- 2015
- 2016
- 2017
- 2018
- 2019
- 2020

Cette page concerne les évènements survenus en 2016 en Inde :

## Évènement
- Escarmouches à la frontière indo-pakistanaise (2016-2018) (en)
- 7 février : Chute de la météorite de Natrampalli.
- 2 septembre : Grève générale
- 8 novembre : Démonétisation des billets de 500 et 1 000 roupies
- 20 novembre : Accident ferroviaire de Pukhrayan
- 12-13 décembre : Cyclone Vardah

## Cinéma

### Sorties de films
- 24
- Abhimaan
- Ae Dil Hai Mushkil
- Airlift
- Baaghi
- Befikre
- Brahman Naman
- Dangal

## Littérature
- Gone Are the Days (en) de Gaurav Sharma (en)
- Kaljayi Kambakht (en) d'Amit Dutta (en)
- One Indian Girl (en) de Chetan Bhagat (hi)
- La Sélection (en) d'Aravind Adiga
- A Suitable Girl (en) de Vikram Seth
- Venmurasu (en) de B. Jeyamohan (en)

## Sport
- Championnat d'Inde de football 2016
- Championnat d'Inde de football 2017
- Indian Super League 2016
- Tournoi de tennis de Madras (ATP 2016)

## Décès
- A. B. Bardhan (en), personnalité politique.
- Shankar Prasad Jaiswal (en), personnalité politique.
- Raghu Nandan Mandal (en), personnalité politique.